# Поливаново (станция)
Поливаново — промежуточная железнодорожная станция Пензенского региона Куйбышевской железной дороги. Расположена в посёлке Поливаново Барышского района Ульяновской области. Располагается на электрифицированной двухпутной линии Сызрань I — Кустарёвка. Начало эксплуатации — 1898 год.

## История
В 1895 году было дано разрешение обществу Московско-Казанской железной дороги на строительство участка Рузаевка — Батраки (ныне Октябрьск), которое закончилось в 1898 году. Земля по которой была проложена дорога принадлежала помещику В. Н. Поливанову, имение которого находилось в 8 верстах от этого места в Акшуате. Когда строительство железной дороги завершилось здесь построили станцию, назвав её по фамилии этого помещика станцией «Поливаново». Первое здание вокзала было и первым зданием посёлка. Затем были выстроены два дома около станции для служащих железной дороги: начальника станции, двоих дежурных и стрелочника. Они и стали первыми жителями посёлка. На 1913 год на станции Поливаново было: 3 двора, 13 жителей и почтово-телеграфная контора.

## Деятельность
На станции осуществляются:
- Приём и выдача грузов повагонными и мелкими отправками, загружаемых целыми вагонами, только на подъездных путях и местах необщего пользования.
- Продажа билетов на все пассажирские поезда. Приём и выдача багажа не производятся.

## Дальнее следование
Через станцию производятся пассажирские перевозки в Поволжье, Казахстан, на Южный Урал. Ежедневно отправляются пригородные поезда на Рузаевку и Сызрань. По состоянию на 2025 год через станцию курсируют следующие поезда дальнего следования:

### Круглогодичное движение поездов
| № поезда                | Маршрут движения         | № поезда                | Маршрут движения         |
| ----------------------- | ------------------------ | ----------------------- | ------------------------ |
| 5                       | Ташкент — Москва         | 6                       | Москва — Ташкент         |
| 13 «Южный Урал»         | Челябинск — Москва       | 14 «Южный Урал»         | Москва — Челябинск       |
| 17                      | Бишкек — Москва          | 18                      | Москва — Бишкек          |
| 21 «Ульяновск»          | Ульяновск — Москва       | 22 «Ульяновск»          | Москва — Ульяновск       |
| 39 «Башкортостан»       | Уфа — Москва             | 40 «Башкортостан»       | Москва — Уфа             |
| 49 «Двухэтажный состав» | Самара — Москва          | 50 «Двухэтажный состав» | Москва — Самара          |
| 63                      | Димитровград — Москва    | 64                      | Москва — Димитровград    |
| 65                      | Тольятти — Москва        | 66                      | Москва — Тольятти        |
| 115                     | Уфа — Москва             | 116                     | Москва — Уфа             |
| 137                     | Оренбург — Москва        | 138                     | Москва — Оренбург        |
| 149                     | Андижан — Москва         | 150                     | Москва — Андижан         |
| 337                     | Самара — Санкт-Петербург | 338                     | Санкт-Петербург — Самара |
| 347                     | Уфа — Санкт-Петербург    | 348                     | Санкт-Петербург — Уфа    |
| 391                     | Челябинск — Москва       | 392                     | Москва — Челябинск       |

### Сезонное движение поездов
| № поезда | Маршрут движения      | № поезда | Маршрут движения      |
| -------- | --------------------- | -------- | --------------------- |
| 251      | Димитровград — Москва | 252      | Москва — Димитровград |
| 507      | Ижевск — Новороссийск | 508      | Новороссийск — Ижевск |